# Polskie Drogi Wodne
Polskie Drogi Wodne – przedsiębiorstwo państwowe istniejące w latach 1946–1947, mające na celu podejmowanie inwestycji, eksploatacji i konserwacji szlaków wodnych.

## Powołanie przedsiębiorstwa
Na podstawie dekretu z 1946 r. o utworzeniu przedsiębiorstwa państwowego "Polskie Drogi Wodne" ustanowiono nowe przedsiębiorstwo.

## Zadania przedsiębiorstwa
Do zadań przedsiębiorstwa należało:
- budowa i utrzymanie śródlądowych dróg wodnych i portów,
- eksploatacja żeglugi i portów na śródlądowych dróg wodnych,
- budowa, utrzymanie i eksploatacja zbiorników wyrównawczych, budowa związanych z nimi zakładów o sile wodnej, wyzyskanie siły wodnej na zbiornikach i stopniach kanalizacyjnych śródlądowych wód wodnych w porozumieniu  z Ministerstwem Przemysłu.

## Statut przedsiębiorstwa
Przedsiębiorstwo miało osobowość prawną i było prowadzone według zasad handlowych z uwzględnieniem potrzeb Państwa oraz interesów życia społecznego.  

## Nadzór nad przedsiębiorstwem
Zwierzchni nadzór nad przedsiębiorstwem sprawował Minister Komunikacji, który działał w porozumieniu z Ministrem Skarbu oraz Ministrem Przemysłu. Bezpośredni nadzór nad przedsiębiorstwem sprawowała rada nadzorcza, którą powoływał i zwalniał Minister Komunikacji. Rada nadzorcza składała się z przewodniczącego i 6 członków.

## Zniesienie przedsiębiorstwa
Na podstawie dekretu z 1947 r. o uchyleniu dekretu z dnia 5 kwietnia 1946 r. o utworzeniu przedsiębiorstwa państwowego "Polskie Drogi Wodne" zniesiono przedsiębiorstwo.